# ウラワ島
ウラワ島（ウラワとう、英: Ulawa Island）は、ソロモン諸島にある島。マライタ島の近くに位置し、マキラ・ウラワ州に属する。65.92 km2の面積と4,429の人口を有する。アルバロ・デ・メンダーニャ・デ・ネイラが1568年に到達した。
小山のような島であり、島の最高点は海抜181mである。平均気温は年間をとおして約27°C、年間平均降水量は約2800 mmである。